# Spionul (miniserial)
Spionul este o miniserie israeliană de televiziune de spionaj, scrisă și regizată de regizorul israelian Gideon Raff și Max Perry, bazată pe viața celui mai important spion al Mossad, Eli Cohen, al cărui rol este jucat de Sacha Baron Cohen. Seria este o producție a companiei franceze Légende Entreprises pentru Canal+ și Netflix. Miniseria are șase episoade și a fost lansată pe 6 septembrie 2019, pe Netflix. Este bazată pe cartea L’espion qui venait d’Israël (în română Spionul care venea din Israel), scrisă de Uri Dan și Yeshayahu Ben Porat.
Serialul a primit „recenzii în general favorabile” conform Metacritic, fiind apreciată prestația lui Baron Cohen. Cu toate acestea, serialul a fost criticat pentru inexactitățile din punct de vedere istoric. Nu există nicio verificare independentă în legătură cu cine s-a întâlnit Cohen în elita siriană în timp ce lucra sub acoperire în Buenos Aires sau Damasc. La cea de a 77-a ediție a Premiilor Globul de Aur, Baron Cohen a primit o nominalizare pentru cel mai bun actor într-o miniserie sau film de televiziune.

## Subiect

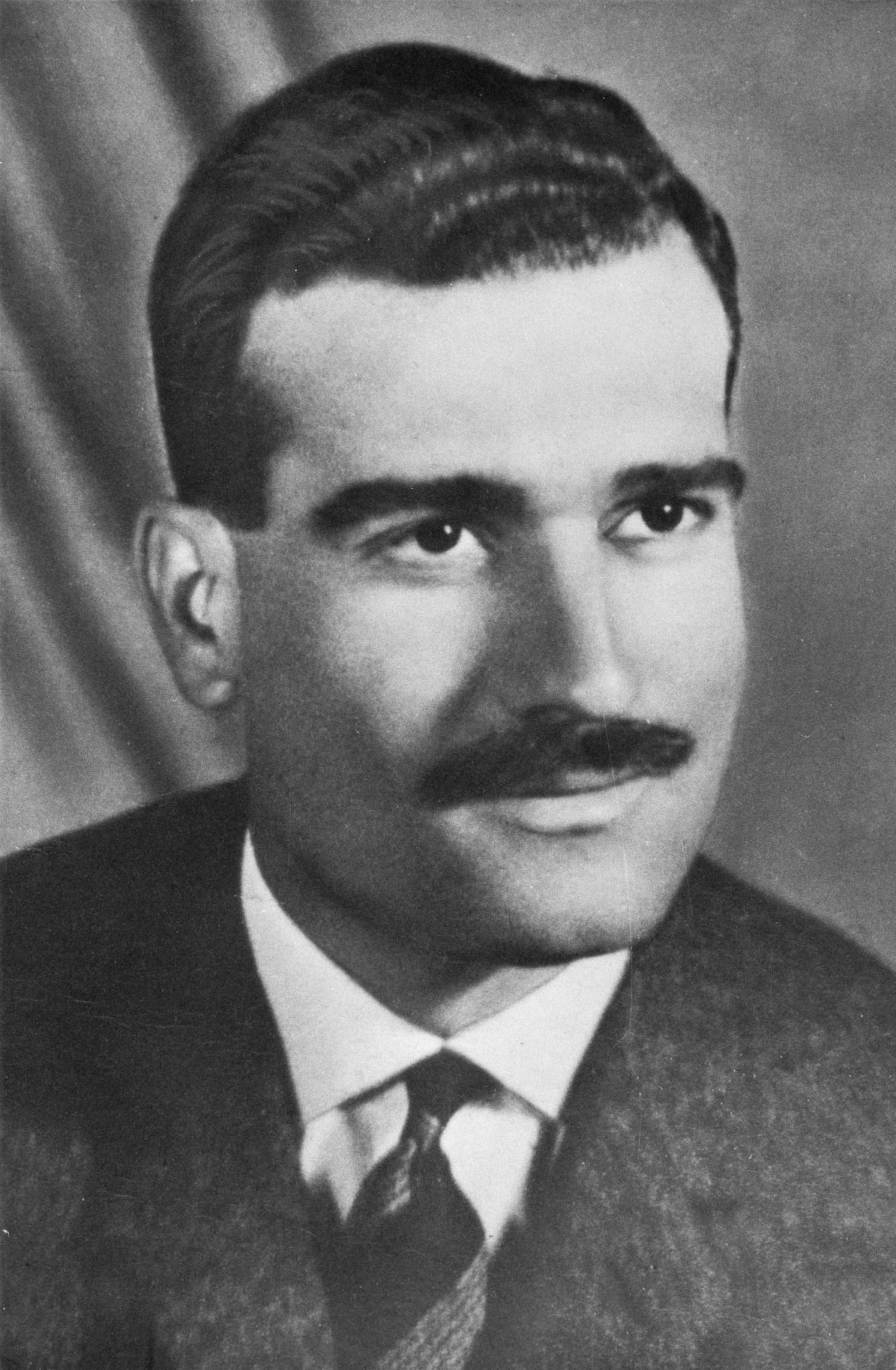
Adevăratul Eli Cohen

Miniseria urmărește faptele lui Eli Cohen, un spion Mossad. Povestea are loc în anii care au dus la războiul de șase zile din 1967 dintre Israel și Siria. Prezintă trecutul lui Cohen în Egipt ca persoană respinsă din armată, până la infiltrarea sa în Ministerul Apărării sirian. El își asumă identitatea lui Kamel Amin Thaabet și se inserează în înalta societate siriană. După ce s-a împrietenit cu oamenii care ar urma să preia Siria, Cohen este numit ministru adjunct al Apărării și devine un confident apropiat al viitorului președinte Amin al-Hafez.

## Distribuție
- Sacha Baron Cohen - Eli Cohen / Kamel Amin Thaabet[3]
- Hadar Ratzon-Rotem - Nadia Cohen, soția lui Eli
- Yael Eitan - Maya
- Noah Emmerich - Dan Peleg[11]
- Nassim Si Ahmed - Ma'azi Zaher al-Din
- Moni Moshonov - Jacob Shimoni
- Alona Tal - Julia Schneider
- Mourad Zaoui - Benny
- Alexander Siddig[12] - Ahmed Suidani
- Marc Maurille - sergent în forțele armate israeliene[13]
- Waleed Zuaiter - colonelul Amin al-Hafiz
- Arié Elmaleh - Michel Aflaq
- Hassam Ghancy - colonelul Salim Hatum
- Uri Gavriel - șeicul Majid al-Ard
- Tim Seyfi - Mohammed bin Laden

## Episoade
| Nr. | Titlu                       | Regizat de  | Scris de                | Data lansării     |
| --- | --------------------------- | ----------- | ----------------------- | ----------------- |
| 1 | „The Immigrant”             | Gideon Raff | Gideon Raff             | 6 septembrie 2019 |
| Eliahu Cohen, un angajat al unui magazin universal, este recrutat de Mossad pentru o misiune sub acoperire în Siria. El își asumă identitatea lui Kamel Amin Thaabet și își începe antrenamentul. Soția lui Eli, Nadia, devine suspicioasă, dar în cele din urmă îl susține. Eli ajunge la Buenos Aires și se cufundă în noua sa identitate, construind relații în cadrul comunității arabe. Pe măsură ce tensiunile cresc între Israel și Siria, misiunea lui Eli devine urgentă. El este supus supravegherii și testării pentru a-și demonstra abilitățile. În ciuda riscurilor, Eli rămâne dedicat misiunii sale. Episodul se încheie cu Eli îmbrățișând pe deplin noua sa identitate și semnând o scrisoare, solidificându-și angajamentul ca spion. |                             |             |                         |                   |
| 2 | „What's New, Buenos Aires?” | Gideon Raff | Gideon Raff             | 6 septembrie 2019 |
| 3 | „Alone in Damascus”         | Gideon Raff | Gideon Raff             | 6 septembrie 2019 |
| 4 | „The Odd Couples”           | Gideon Raff | Gideon Raff & Max Perry | 6 septembrie 2019 |
| 5 | „Fish Gotta Swim”           | Gideon Raff | Gideon Raff & Max Perry | 6 septembrie 2019 |
| 6 | „Home”                      | Gideon Raff | Gideon Raff & Max Perry | 6 septembrie 2019 |